# 承継取得
承継取得（しょうけいしゅとく）とは、所有権の取得のうち、前の所有者（前主）の所有権を引き継ぐ（承継する）形で所有権を取得するもの。承継的取得ともいう。

## 概説
承継取得は取得した権利の根拠が前主（その権利を前に有していた者）の権利にあり、その権利の同一性を維持したまま権利が移転する形態をいう。所有権に設定された地上権や抵当権などの制限物権は所有権の上に設定された負担として引き継がれることとなる。
承継取得と対となる概念は原始取得（原始的取得）である。原始取得は取得した権利の根拠が原始的（原初的）に成立する場合をいう。原始取得には無主物先占、遺失物拾得、埋蔵物発見、添付（付合、混和、加工の総称）などがある。
民法第2編第3章第2節（所有権の取得）に定められている所有権の取得原因はすべて原始取得である。しかし、現代社会において所有権の取得原因として最も主要かつ重要なものは法律行為（売買契約等）及び相続でいずれも承継取得である。
なお、即時取得は「取引行為」（民法第192条参照）を前提としているが、承継取得ではなく原始取得の一態様とされている。時効取得も原始取得の一態様とされている。これらが原始取得とされるのは前主の権利に付着していた負担が取得時に払い落とされることを説明するための法的構成にすぎない。

## 承継取得の特徴
例えば、売買や贈与など契約による所有権の移転、権利者の死亡により起こる相続による所有権の移転などは、前者に権利があることを前提としてその権利をそのまま引き継ぐものである。このように、前の権利者の権利に基づいて権利状態を引き継ぐことを承継取得という。権利の取得は承継取得と前の権利者に関係なく取得する原始取得に大別されるが、先に示した例で分かるように一般的な権利の取得のほぼ全ては承継取得であり、後者の原始取得は極めて例外的な取得原因である。
権利状態をそのまま引き継ぐというのは、前者が有した権利に付随する状態も引き継ぐということである。例えば、土地（所有権）の売買の際に、対象の土地に地上権や抵当権が設定されている場合には、その地上権や抵当権がついたまま所有権が移転するということである。対して原始取得であれば権利状態を白紙にして引き継ぐので、地上権や抵当権などが設定されていても承継の際にそれらは消滅する、というように異なる。